# Abel Korzeniowski
Abel Korzeniowski (Cracovia, Polonia, 18 de julio de 1972) es un compositor polaco de cine y teatro. Tras estudiar con Krzysztof Penderecki y graduarse de la Academia de Música de Cracovia en 2000, participó en producciones cinematográficas de su país tales como Big Animal (2000), Tomorrow's Weather (2003) y An Angel in Krakow (2002). Luego de mudarse a Los Ángeles en 2006, compuso la banda sonora de varias películas estadounidenses, entre ellas, Battle for Terra (2007), Un hombre soltero (2009) y W.E. (2012).
Por su trabajo en las bandas sonoras de Un hombre soltero y W.E. fue nominado al Globo de Oro en 2010 y en 2012, respectivamente. Por la primera ganó además el San Diego Film Critics Society Award. Además de su trabajo con bandas sonoras, ha compuesto música para Tiffany y BMW-i, la subsidiaria de autos eléctricos e híbridos de BMW. En 2012 realizó el arreglo del espectáculo musical y álbum de Patricia Kaas Kaas chante Piaf (en español, «Kaas canta a Piaf»), con varios de los éxitos de Édith Piaf.

## Trabajos
- Los Vigilantes (2024)
- La monja (2018)
- Animales nocturnos (2016)
- Penny Dreadful (2014)
- Romeo and Juliet (2013)
- Escape from Tomorrow (2013)
- Kaas chante Piaf (2012)
- W.E. (2012)
- Copernicus’ Star (2011)
- Un hombre soltero (2009)
- Tickling Leo (2009)
- Confessions of a Go-Go Girl (2008)
- What We Take from Each Other (2008)
- Battle for Terra (2007)
- The Half Life of Timofey Berezin (2007)
- Tomorrow’s Weather (2003)
- An Angel in Cracow (2002)
- Big Animal (2000)
- Metrópolis (nueva banda sonora).[3]